# Gynacantha tibiata
Gynacantha tibiata är en trollsländeart som beskrevs av Karsch 1891. Gynacantha tibiata ingår i släktet Gynacantha och familjen mosaiktrollsländor. Inga underarter finns listade i Catalogue of Life.